# إلفثيريوس فينيزيلوس
 إلفثيريوس كيرياكوس فينيزيلوس  (23 أغسطس 1864 - 18 مارس 1936) سياسي يوناني شغل منصب رئاسة الوزراء في المملكة اليونانية يعد من أبزر القادة اليونانيين في أوائل القرن العشرين. انتخب عدة مرات رئيسًا لوزراء اليونان في فترات 1910-1920 و 1928-1932. كان لفينيزيلوس أثر عميق على الشؤون الداخلية والخارجية لليونان، كما يُعزى إليه الفضل في «بناء اليونان الحديثة»، ولا يزال يعرف باسم «قائد الأمة».
كان أول ظهور له على الساحة الدولية هو دوره البارز في الحصول على حق الحكم الذاتي للدولة الكريتية، ثم الاتحاد بعد ذلك مع اليونان. وبعد فترة قصيرة، تلقى دعوة إلى اليونان لتسوية الأزمة السياسية في البلاد، وأصبح رئيسًا للوزراء. لم يسهم فينيزيلوس في الإصلاحات الدستورية والاقتصادية التي وضعت حجر الأساس لتحديث المجتمع اليوناني فقط، ولكنه أعاد تنظيم الجيش والبحرية أيضًا في إطار استعداده للصراعات المستقبلية. قبل حروب البلقان (1912-1913)، شجع فينيزيلوس اليونانيين على الدخول في اتحاد البلقان، وهو تحالف من دول البلقان ضد تركيا العثمانية. وبحنكته الدبلوماسية، ضاعفت اليونان مساحتها وعدد سكانها بضم مقدونيا وإبيروس وبقية جزر بحر إيجة.
خلال الحرب العالمية الأولى، اختار أن تنضم اليونان إلى جانب الحلفاء، أملاً في توسيع الحدود اليونانية. غير أن سياسته الخارجية المؤيدة للتحالف مع الحلفاء وضعته في صراع مباشر مع الملكية، مما تسبب في الانقسام الوطني. أدى الخلاف لانقسام الشعب إلى «ملكيين» و«فينيزيلوسيين»، وأثّر هذا الصراع على السلطة بين المجموعتين على الحياة السياسية والاجتماعية في اليونان لعقود. وبعد انتصار الحلفاء، ضمن فينيزيلوس بعض المكاسب الإقليمية الجديدة، لا سيما في الأناضول، وهكذا اقترب من تحقيق حلم فكرة ميغالي. وعلى الرغم من انجازاته، إلا أنه هُزم في الانتخابات العامة لعام 1920، والتي ساهمت في هزيمة اليونانيين في الحرب التركية اليونانية (1919-1922). وفي منفاه الاختياري، مثّل فينيزيلوس اليونان في المفاوضات التي أدت إلى توقيع معاهدة لوزان، والاتفاق على تبادل السكان بين اليونان وتركيا.
وفي فترات لاحقة، نجح إلفثيريوس فينيزيلوس في استعادة العلاقات الطبيعية مع الدول المجاورة لليونان، والاستمرار في الإصلاحات الدستورية والاقتصادية. وفي عام 1935، عاد للظهور على الساحة، لتأييد الانقلاب العسكري، إلا أن فشل الانقلابات أضعف الجمهورية اليونانية الثانية بشدة، تلك الجمهورية التي كان قد أسسها.

## نشأته
ولد إلفثيريوس فينيزيلوس في كريت، وهو ابن كيرياكوس فينيزيلوس الزعيم الثوري الكريتي. وعندما اندلعت ثورة 1866 الكريتية، فرّت عائلة فينيزيلوس إلى جزيرة سيروس، وذلك بسبب مشاركة والده في الثورة، ولم يسمح لهم بالعودة إلى كريت حتى عام 1872، إلا بعدما عفا السلطان عبد العزيز الأول عنهم.
أنهى دراسته الثانوية في هرموبوليس عام 1880. وفي عام 1881، التحق بكلية الحقوق بجامعة أثينا الوطنية، وحصلت على درجة البكالوريوس في القانون بامتياز. عاد إلى جزيرة كريت في عام 1886، وعمل كمحام في خانيا. كان شغفًا بالقراءة، وأجاد الإنجليزية والإيطالية والألمانية والفرنسية.

## دخوله لعالم السياسة
في ظل الظروف غير المستقرة في كريت التي تطالب بالاستقلال عن الدولة العثمانية، دخل فينيزيلوس معترك السياسة في انتخابات لعام 1889 كمرشح عن الحزب الليبرالي في الجزيرة. واختير نائبًا لبلاغته ولآرائه المتشددة.

### أزمة كريت
وفي يناير 1897، حدثت اضطرابات نتج عنها اعتداءات على الكريتيين المسيحيين ذوي الأصول اليونانية، فكانت تلك ذريعة لتدخُّل القوات اليونانية في الجزيرة، بل وأعلنت الاتحاد بين اليونان وكريت. وقررت الدول الكبرى حصار جزيرة كريت بأساطيلها وقواتها البرية، لإيقاف القوات اليونانية.
قاد فينيزيلوس 2,000 من الثوار لمهاجمة الأتراك في الجزيرة، وأرسل رسالة موقعة من المتمردين إلى قادة الأساطيل الأوروبية، يهددهم بأنهم سيواصلون القتال حتى يُقتل كل من على تلك السفن الحربية، لكى لا يبقى الأتراك في الجزيرة، مما جعل منه بطلاً قوميًا.
حاولت القوى الكبرى التقريب بين العثمانيين واليونانيين، بأن اقترحت إعطاء حكم ذاتي للكريتيين يخضع للسلطان العثماني، وهو ما قبله العثمانيون ورفضه اليونانيون. بل وأصروا على الاتحاد بين اليونان وكريت. التقى فينيزيلوس ممثلاً عن المتمردين، مع قادة الأساطيل الذين عرضوا عليه الفكرتين، وطلبوا منه استطلاع الآراء حول الفكرتين. في ذلك الوقت، كانت غالبية السكان تميل إلى الاتحاد، ولكن الأحداث اللاحقة في ثيساليا حولت الرأي العام نحو الحكم الذاتي كخطوة وسطية.
كان رد فعل العثمانيين هو إرسال جزء من الجيش المرابط في البلقان إلى شمال ثيساليا، بالقرب من الحدود مع اليونان. عززت اليونان القوات على حدودها في ثيساليا. ومع ذلك، هاجمت القوات غير النظامية اليونانية (المؤيدة لفكرة ميغالي) المواقع التركية دون أوامر، مما أدى لإعلان الدولة العثمانية الحرب على اليونان في 17 أبريل 1897. كانت الحرب بمثابة الكارثة بالنسبة لليونان، حيث كان الجيش العثماني أفضل استعدادًا، وتراجع الجيش اليوناني في غضون أسابيع. تدخلت القوى العظمى مرة أخرى، وتم التوقيع على الهدنة في مايو 1897.

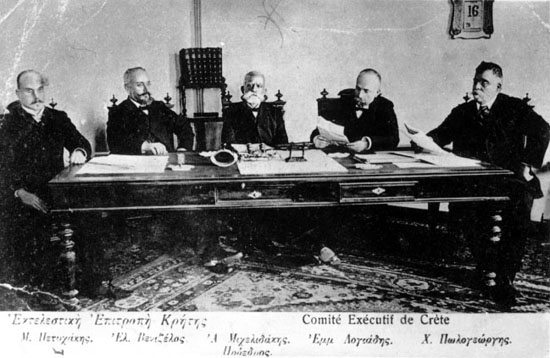
فينيزيلوس يشارك في مجلس الحكم الذاتي في كريت. (الثاني من اليسار)

تم التوصل إلى حل نهائي بشأن كريت، حيث أعلنت كريت كمنطقة حكم ذاتي تحت سلطان الدولة العثمانية. على أن تتولى القوى العظمى الأربع إدارة كريت، وأن يصبح الأمير جورج الابن الثاني لجورج الأول ملك اليونان مفوضًا ساميًا للجزيرة لمدة ثلاث سنوات. وأصبح فينيزيلوس وزيرًا للعدل في الجزيرة في الفترة من عام 1899 إلى عام 1901. إلا أن العلاقات توترت بين الرجلين، وقدّم فينيزيلوس استقالته عدة مرات.
منذ ذاك الحين، تولّى فينيزيلوس قيادة المعارضة للأمير على مدى السنوات الثلاثة التالية، وسيطر التوتر على الجزيرة. أدت هذه الأحداث إلى «ثورة ثريزو» في مارس 1905، التي طالبت باتحاد كريت مع اليونان، وكان فينيزيلوس زعيماً لها. وفي 18 يوليو، أعلنت القوى العظمى الأحكام العرفية، ولكن ذلك لم يردع المتمردين. ففي 15 أغسطس، قبل قناصل القوى العظمى الإصلاحات التي اقترحها فينيزيلوس، مما أدى لنهاية الثورة واستقالة الأمير جورج من منصبه كمفوض سامي. اختار جورج الأول رئيس وزراء اليونان السابق ألكسندروس زيميس مفوضًا ساميًا، وسرعان ما بدأت القوات الأجنبية الانسحاب من الجزيرة. وكان هذا أيضًا انتصار شخصي لفينيزيلوس الذي حقق نتيجة لذلك شهرة ليس فقط في اليونان، ولكن أيضًا في أوروبا.
أعلنت بلغاريا استقلالها عن الدولة العثمانية في 5 أكتوبر 1908، وبعد ذلك بيوم واحد، أعلن فرانز جوزيف الأول إمبراطور النمسا عن ضم البوسنة والهرسك. استغل فينيزيلوس الفرصة وأعلن اتحاد كريت باليونان. وفي أبريل 1910، غادرت جميع القوات الأجنبية من جزيرة كريت، وانتقلت السلطة بالكامل إلى حكومة فينيزيلوس.

### فينيزيلوس السياسي اليوناني
في مايو 1909، تمرد عدد الضباط في الجيش اليوناني، مطالبين بإصلاح الحكم وإعادة تنظيم الجيش، وشكّلوا دوريات عسكرية، اضطرت الحكومة للاستقالة، وساد البلاد جو من الاضطرابات. ظلّ الوضع السياسي متوترًا، إلى أن تلقى فينيزيلوس دعوة للحضور من جزيرة كريت للاضطلاع بالقيادة. اقترح فينيزيلوس تشكيل حكومة جديدة وإعادة انتخاب البرلمان. اعتبر الملك والسياسيون اليونانيون هذه المقترحات خطرًا على المؤسسة السياسية. ومع ذلك، قَبِلَ الملك جورج الأول المقترحات خوفًا من تصعيد الأزمة.
وفي انتخابات 8 أغسطس 1910، فاز المستقلون بما يقرب من نصف المقاعد في البرلمان، واختاروا فينيزيلوس زعيمًا للمستقلين، وبالتالي أسس «الحزب الليبرالي». وبعد وقت قصير من انتخابه، قرر الدعوة إلى إجراء انتخابات جديدة على أمل الفوز بالأغلبية المطلقة. قاطعت الأحزاب القديمة الانتخابات الجديدة، وفي 28 نوفمبر 1910، فاز حزب فينيزيلوس بـ 300 مقعد من أصل 362. شكل فينيزيلوس الحكومة، وبدأ إعادة تنظيم الشؤون الاقتصادية والسياسية والداخلية لليونان في الفترة من 1910 إلى 1914.

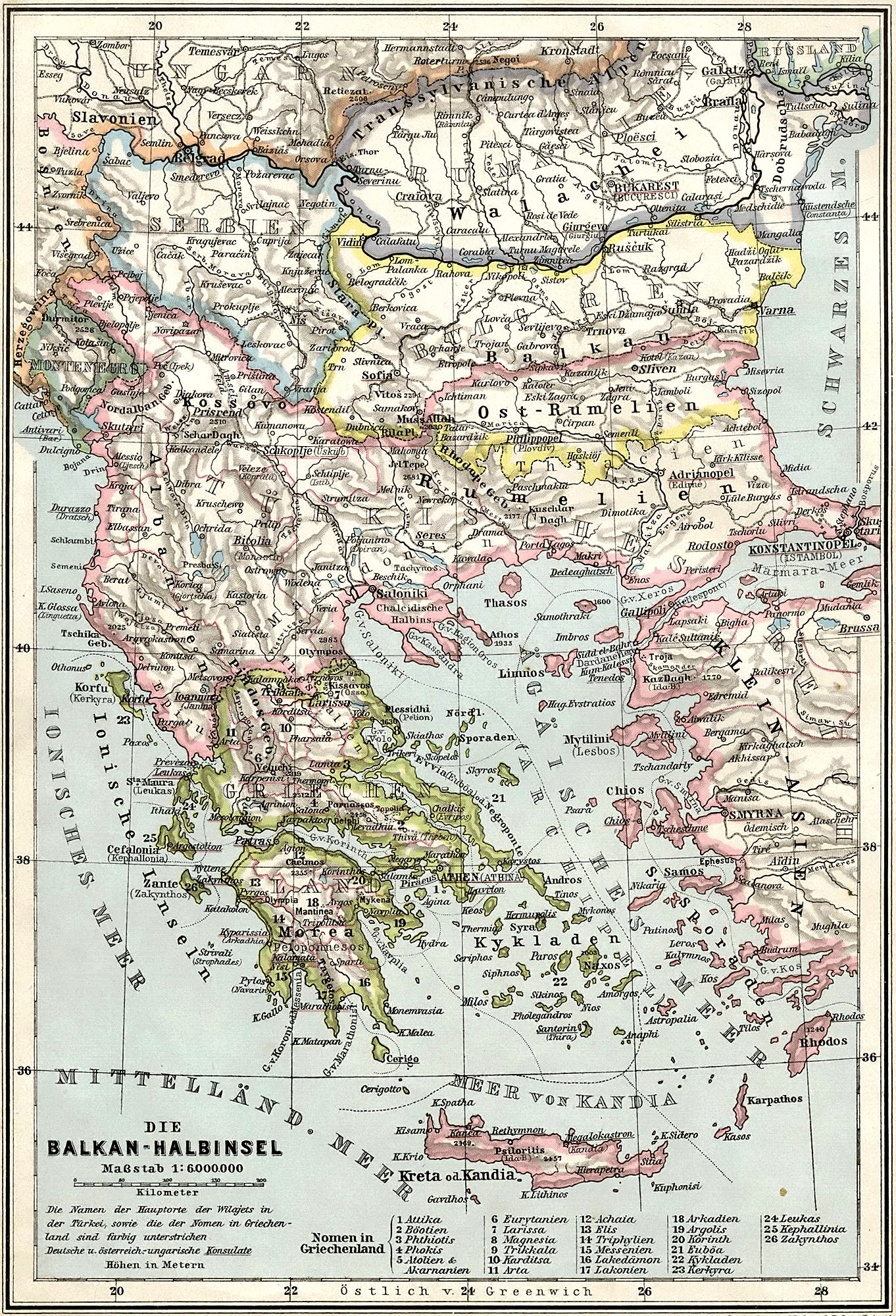
حدود دول البلقان قبل حروب البلقان

وفي عام 1911، قررت صربيا وبلغاريا واليونان والجبل الأسود أن الطريقة الوحيدة لمواجهة تركيا هي التحالف سويًا، فيما عرف باسم اتحاد البلقان. فوقعت اليونان اتفاقية دفاع مشترك مع بلغاريا وصربيا في عامي 1912 و 1913 على التوالي، في حالة وقوع هجوم على أي دولة منهم من قِبل تركيا. وبذلك دخلت اليونان في مواجهة جديدة مع تركيا، هذه المرة من خلال حرب البلقان الأولى.
تسببت حرب البلقان الأولى في وجود قدر من المشاكل في العلاقات بين فينيزيلوس وولي العهد الأمير قسطنطين حول أهداف عمليات الجيش، حيث أصر ولي العهد على أن الهدف من الحرب التوسع شمالاً، بينما أصر فينيزيلوس على الاستيلاء على سالونيك، وبالتالي التوسع شرقًا في مقدونيا. أشتد الخلاف بعد انتصار الجيش اليوناني في معركة سارانتابورو. لذا، أرسل فينيزيلوس التلغراف التالي إلى هيئة الأركان العامة للجيش:
| إلفثيريوس فينيزيلوس | سالونيك بأي ثمن! | إلفثيريوس فينيزيلوس |

تردد قسطنطين في الاستيلاء على المدينة، مما جعله في مواجهة مفتوحة مع فينيزيلوس. كان لدى فينيزيلوس معلومات دقيقة من السفارة اليونانية في صوفيا عن تحرك الجيش البلغاري نحو المدينة، وأرسل برقية شديدة اللهجة إلى قسطنطين، يحمّله فيها مسؤولية الخسارة المحتملة لسالونيك. زاد هذا من الصراع بين الرجلين، مما سيؤدي باليونان إلى الانقسام الوطني خلال الحرب العالمية الأولى. وأخيرًا في 26 أكتوبر 1912، دخل الجيش اليوناني سالونيك، قبل فترة وجيزة من وصول البلغار. واستطاع فينيزيليوس بدبلوماسيته، الاتفاق على توقيع بروتوكول مع صربيا في 1 يونيو 1913، للدفاع المشترك في حالة وقوع هجوم بلغاري. وهكذا، وجدت بلغاريا نفسها في مواجهة اليونان وصربيا. وفي 19 يونيو، بدأت حرب البلقان الثانية بهجوم بلغاري مفاجئ على المواقع الصربية واليونانية.
حينئذ، كان الملك قسطنطين الأول قد اعتلى العرش بعد اغتيال أبيه الملك جورج الأول في مارس 1913. وبعد سلسلة من الانتصارات الصعبة على البلغار، وقعت معاهدة سلام في بوخارست عام 1913، بين اليونان وصربيا والجبل الأسود ورومانيا من جهة وبلغاريا من جهة أخرى، أنهت الحرب. وهكذا، وبعد حربين ناجحتين، ضاعفت اليونان أراضيها بضمها لمعظم مقدونيا وإبيروس وكريت وبقية جزر بحر إيجة.
بعد الغزو النمساوي-المجري لصربيا خلال الحرب العالمية الأولى، ثار جدل كبير حول مشاركة أو عدم مشاركة اليونان وبلغاريا في الحرب. ولكن تغير الوضع عندما حاول الحلفاء مساعدة صربيا، فعرضوا على بلغاريا أجزاء من صربيا ومن مقاطعة مقدونيا اليونانية، إذا انضمت إلى الحلفاء. قبِل فينيزيلوس التنازل عن أجزاء من مقاطعة مقدونيا اليونانية لصالح بلغاريا، بعدما تلقى تأكيدات على بالحصول على مناطق في آسيا الصغرى، إذا انضم اليونانيون إلى الحلفاء.
رفض قسطنطين المشاركة في الحرب في ظل هذه الشروط، واختلف الرجلان. وانضمت بلغاريا إلى دول المحور المركزي وغزوا صربيا، وهو الحدث الذي أدى إلى انهيار صربيا نهائيًا. ظلت اليونان محايدة، وأيّد فينيزيلوس التحالف مع الوفاق الثلاثي، وهو مؤمن بأنه الخيار الوحيد لليونان، نظرّا لسيطرة البحرية البريطانية والفرنسية على البحر المتوسط. وعلى النقيض، كان الملك قسطنطين يفضل دول المحور المركزي، ويريد أن تظل اليونان محايدة، متأثرًا باعتقاده في التفوق العسكري لألمانيا، ولأن زوجته الملكة صوفيا ألمانية، كما أن حاشيته موالية لألمانيا. لذا سعى لضمان الحياد، وبذلك يضمن رضا ألمانيا والنمسا.
في عام 1915، اقترح ونستون تشرشل (رئيس هيئة أركان البحرية البريطانية) على اليونان احتلال الدردنيل نيابة عن الحلفاء. رأى فينيزيلوس هذا الاقتراح فرصة جيدة لجعل البلاد في صفوف الوفاق الثلاثي في هذا الصراع. رفض الملك العرض، مما اضطر فينيزيلوس لتقديم استقالته في 21 فبراير 1915، إلا أن حزب فينيزيلوس فاز بالانتخابات، وشكّل حكومة جديدة.

### فينيزيلوس والانقسام الوطني
على الرغم من وعود فينيزيلوس في انتخابات عام 1915، بأن اليونان ستبقى محايدة في الحرب. إلا أنه تذرع بهجوم بلغاريا على صربيا التي كانت قد وقعت على معاهدة دفاع مشترك مع اليونان، ليتخلي عن تلك الوعود. بلغ الخلاف بين فينيزيلوس والملك ذروته بعد ذلك بفترة قصيرة، حيث استغل الملك الدستور الذي يسمح له بإقالة الحكومة من جانب واحد. وأجبر قسطنطين فينيزيلوس على الاستقالة للمرة الثانية في ديسمبر 1915، كما حلّ البرلمان الليبرالي الذي يهيمن عليه فينيزيلوس، داعيًا إلى انتخابات جديدة في ديسمبر 1915. غادر فينيزيلوس أثينا عائدًا إلى كريت. لم يشارك فينيزيلوس في الانتخابات، معتبرًا حلّ البرلمان خطوة غير دستورية. وفي غضون ذلك، وبحجة إنقاذ صربيا، نزلت جيوش الوفاق في سالونيك في أكتوبر 1915.

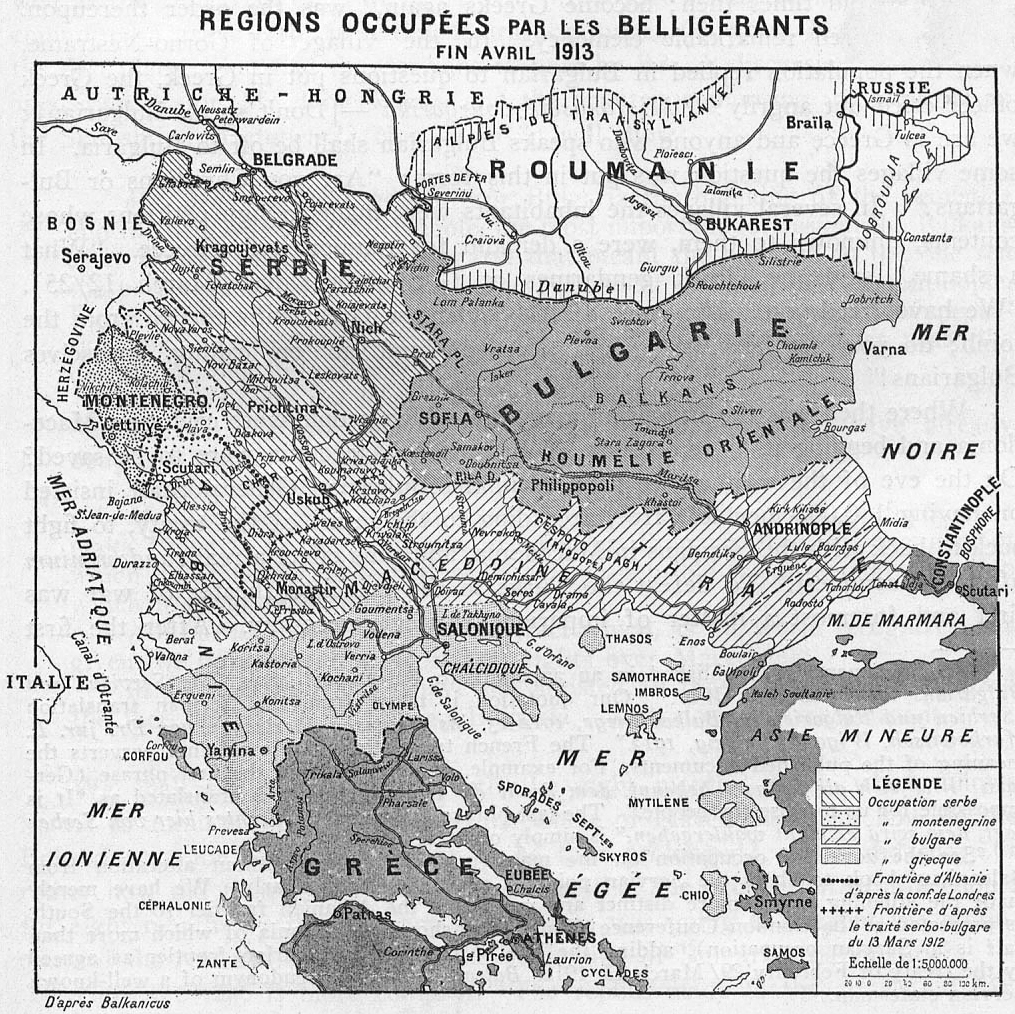
التغييرات الحدودية الناتجة عن حرب البلقان الأولى.

في 26 مايو 1916، استسلم حصن عسكري يوناني كبير في مقدونيا دون قيد أو شرط للقوات الألمانية والبلغارية، وهو ما أثار خشية الحلفاء من إمكانية التحالف السري بين اليونان ودول المحور المركزي. من ناحية أخرى، كان يعني استسلام هذا الحصن لفينيزيلوس وأنصاره، بداية فقدان مقدونيا اليونانية. وعلى الرغم من التأكيدات الألمانية أن سلامة مملكة اليونان سوف تحترم، إلا أنها لم تتمكن من كبح جماح القوات البلغارية، التي بدأت بإخلاء السكان اليونانيين. وفي 16 أغسطس 1916، وأثناء اجتماع حاشد في أثينا لدعم وصول قوات الحلفاء إلى سالونيك، أعلن فينيزيلوس على الملأ عن اختلافه التام مع سياسات الملك. زاد هذا من حدة الشقاق بين الملكيين والفينيزيلوسيين. وعندئذ، أسس «دويلة مؤقتة» تضم شمال اليونان وكريت وجزر بحر إيجه، وذلك بدعم من الوفاق الثلاثي، وهي «الأراضي الجديدة» التي ضمتها اليونان خلال حروب البلقان، والتي يتمتع فيها فينيزيلوس بتأييد واسع النطاق، في حين أن «اليونان القديمة» كان معظمها من الموالين للملكية. وبذلك، اضطرت اليونان لتوجيه جيش للجبهة في مقدونيا، لمواجهة قوات دول المحور المركزي.
دارت مفاوضات كثيفة بين الحلفاء والملك، حيث أراد الملك تأكيدات الحلفاء بأنهم لن يعترفوا رسميًا بحكومة فينيزيلوس، أو أنهم لن يقدموا الدعم لها. وفي ذات الوقت، طالب الحلفاء بتسريح الجزء الأكبر من الجيش اليوناني وتسليم أسلحتهم للحلفاء على أن تعاد إليهم بعد الحرب مقابل ضمان سلامة اليونان وحياديتها.
كان الانتهاك الفرنسي البريطاني للأراضي اليونانية في عام 1916 في سالونيك، سببًا في زيادة شعبية قسطنطين المعارض للحرب، وقامت العديد من المظاهرات المناهضة للحلفاء في أثينا. وعلاوة على ذلك، ظهرت حركة متنامية في الجيش بين صفوف الضباط الصغار، مصممة على معارضة نزع السلاح وتسليم أي أسلحة للحلفاء. واصل الحلفاء ضغطهم على أثينا لتسليم 10 بطاريات صواريخ جبلية على الأقل. رفض الملك متعللاً برفض الجيش والشعب لنزع الأسلحة، ورفض تقديم أي التزامات. ومع ذلك، وعد بأن القوات اليونانية ستحصل على أوامر بعدم إطلاق النار ضد وحدات الحلفاء. استغل غوغاء الملكيين الموقف، واستهدفوا أنصار فينيزيلوس، مما عمّق الانقسام الوطني.
عندما يأست بريطانيا وفرنسا من الوصول إلى اتفاق مع قسطنطين، اعترفا بحكومة فينيزيلوس في شمال اليونان حكومة شرعية لليونان، مما زاد من حالة الانقسام. وفي 7 ديسمبر 1916، أعلنت حكومة فينيزيلوس رسميًا الحرب على قوات المحور. وردًا على ذلك، صدر أمر ملكي بإلقاء القبض على فينيزيلوس، وضغط القصر على رئيس أساقفة أثينا، لكي يعلن أن فينيزيلوس ملعون من الكنيسة. ضرب الحلفاء حصارًا بحريًا على جنوب اليونان، الذي كان لا يزال مواليًا للملك. وفي يونيو 1917، طالبت فرنسا وبريطانيا الملك بالتنازل عن العرش. قَبِل قسطنطين الطلب وتنازل في 15 يونيو 1917، وذهب إلى منفاه وخلفه ابنه ألكسندر على العرش (الذي كان يعتبر مواليًا للحلفاء)، بدلاً من ابنه الأكبر ولي العهد جورج. وأعقب رحيله نفي عدد من الملكيين، وخاصة من ضباط الجيش إلى فرنسا وإيطاليا.

### اليونان والحرب العالمية الأولى
مهّد تسلسل الأحداث الطريق لفينيزيلوس للعودة إلى أثينا في 29 مايو 1917، وبذلك دخلت اليونان رسميًا الحرب إلى جانب الحلفاء. وبعد ذلك، تمت تعبئة الجيش اليوناني بأسره، وبدأ في المشاركة في العمليات العسكرية ضد دول المحور المركزي على الجبهة المقدونية.

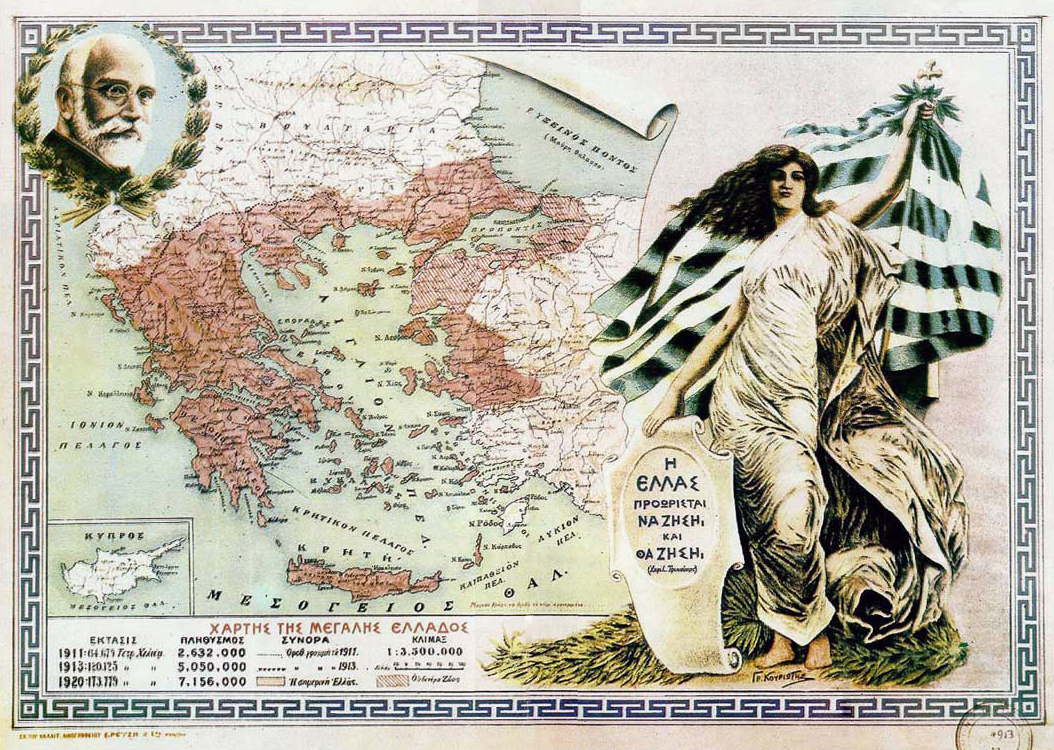
خريطة لأقصى توسع لليونان بعد معاهدة سيفر، عندما كانت فكرة ميغالي تكاد أن تكتمل. الخريطة بها صورة لإلفيثيروس فينيزيلوس.

وبحلول خريف عام 1918، أصبح قوام الجيش اليوناني 300,000 جندي، مما يجعله أكبر جيوش الحلفاء عددًا على الجبهة المقدونية. أجبرت جيوش الحلفاء الجيشين الألماني والبلغاري على التراجع على الجبهة المقدونية. مما جعل البلغار يطلبون الهدنة، والتي تم التوقيع عليها في 29 سبتمبر 1918. ضغطت جيوش الحلفاء على القوات الألمانية والنمساوية شمالاً، اللتان لم تستطيعا إيقاف هجوم الحلفاء. وبحلول أكتوبر 1918، كانت جيوش الحلفاء قد استعادت كل صربيا، واستعدت لغزو المجر. لم يتم الهجوم بسبب استسلام المجر في نوفمبر 1918 بعد سقوط الإمبراطورية النمساوية المجرية، فكانت تلك نهاية الحرب العالمية الأولى حيث لم يصبح لدى ألمانيا قوات لوقف الحلفاء في جنوب ألمانيا. وهكذا، كانت الجبهة المقدونية ومشاركة الجيش اليوناني، هما عامل الحسم في الحرب. لذا، حصل فينيزيلوس على مقعد لليونان في مؤتمر السلام بباريس.
مثّل فينيزيلوس اليونان في مؤتمر باريس للسلام. وأثناء غيابه عن اليونان لسنتين تقريبًا، اكتسب سمعة بأنه رجل دولة ذو مكانة دولية كبيرة. وفي يوليو 1919، كان فينيزيلوس قد توصل لاتفاق مع إيطاليا بشأن تنازلها عن دوديكانيسيا، وتوسيع المنطقة اليونانية في محيط سميرنا. كما وقع معاهدة نويي مع بلغاريا في 27 نوفمبر 1919، ومعاهدة سيفر مع الدولة العثمانية في 10 أغسطس 1920. كانت تلك الاتفاقات بمثابة انتصارات لفينيزيلوس واليونان. ونتيجة لتلك المعاهدات، حصلت اليونان على تراقيا وسميرنا وبعض جزر بحر إيجة ودوديكانيسيا، باستثناء جزيرة رودوس.
وعلى الرغم من كل هذا، وبسبب التعصب بين الأحزاب السياسية المعارضة، وأثناء رحلة عودته في 12 أغسطس 1920، نجا فينيزيلوس من محاولة اغتيال نفذها اثنان من الجنود الملكيين في باريس. أثار هذا الحدث العديد من الاضطرابات في اليونان، بين مؤيدي فينيزيلوس ومعارضيه وأشعل الانقسام الوطني من جديد. وبعد شفائه، عاد فينيزيلوس إلى اليونان حيث استقبل استقبال الأبطال، فقد حرر المناطق التي يسكنها سكان ذوي أصول يونانية، وأنشأ دولة تمتد عبر خمسة بحار وقارتين.

### الهزيمة الانتخابية
في 25 أكتوبر 1920، توفي الملك ألكسندر بسبب تسمم دموي ناتج عن عضة قرد، بعد شهرين من التوقيع على معاهدة سيفر. أثارت وفاته فكرة ما إذا كانت اليونان ستبقى ملكية أم تصبح جمهورية؟. تحولت انتخابات نوفمبر 1920 التشريعية لاستفتاء حول تأييد فينيزيلوس أو عودة الملك قسطنطين من المنفى. أسفرت الانتخابات، عن فوز الملكيين بـ 246 مقعد من أصل 370 مقعد. كانت الهزيمة مفاجأة لمعظم الشعب، حتى أن فينيزيلوس نفسه فشل في الفوز بمقعد في البرلمان. أيقن فينيزيلوس أن السبب هو ضجر الشعب اليوناني من الحروب المستمرة منذ عام 1912، كما أن المعارضين استخدموا سلاح الوعد بتسريح الجيش والانسحاب من آسيا الصغرى. عامل آخر كان سببًا في الهزيمة، وهو إساءة الفينيزيلوسيين استخدام السلطة في الفترة من عام 1917 إلى عام 1920، وملاحقتهم لخصومهم، مما جعل الشعب يصوت لصالح المعارضة.
وهكذا، عاد الملك قسطنطين في 6 ديسمبر 1920، بعد استفتاء شعبي للبلاد. أثار ذلك مخاوف سكان المناطق المحررة حديثًا في آسيا الصغرى المؤيدون لفينيزيلوس، كما استاءت القوى العظمى من عودة قسطنطين. وبعد الهزيمة، غادر فينيزيلوس اليونان متجهًا إلى باريس، وانسحب من الحياة السياسية.
وبمجرد وصولهم إلى السلطة، أصبح من الواضح رغبة الملكيين في الاستمرار في حملة آسيا الصغرى. ثم بدأوا في إقالة ضباط الجيش ذوي الخبرة المؤيدون لفينيزيلوس، مقللين من قدرات الجيش التركي، مما أثر على مجرى الحرب. وجدت إيطاليا وفرنسا في عودة الملك، ذريعة لعقد معاهدة سلام مع مصطفى كمال أتاتورك. وبحلول أبريل 1921، كانت جميع القوى العظمى قد أعلنت حيادها، وتركوا اليونان وحدها في الحرب.
بعد هزيمة الجيش اليوناني على يد الأتراك عام 1922، وقع انقلاب عسكري، نتج عنه خلع الملك قسطنطين وخلفه ابنه الأكبر الملك جورج الثاني، ثم أعدم قادة الانقلاب إثر محاكمة الستة. تولى فينيزيلوس قيادة الوفد اليوناني الذي تفاوض مع الأتراك لإقرار السلام. ووقع فينيزيلوس على معاهدة لوزان مع تركيا في 24 يوليو 1923. كان من شروط المعاهدة، تبادل أكثر من مليون يوناني من تركيا في مقابل نصف مليون مسلم من اليونان. كما اضطرت اليونان إلى التنازل عن تراقيا الشرقية وإمبريوس وتينيدوس لصالح تركيا. كانت هذه النهاية الكارثية نهاية لفكرة ميغالي.
عاد فينيزيلوس رئيسًا للوزراء مرة أخرى، بعد فشل انقلاب عسكري نفذه الملكيون، نتج عنه نفي الملك جورج الثاني. ومع ذلك، استقال مرة أخرى في عام 1924، بعد خلاف مع المعارضين للملكية. وخلال اعتزاله للسياسة، ترجم فينيزيلوس أعمال ثوكيديدس إلى اللغة اليونانية الحديثة، والتي نشرت في عام 1940 بعد وفاته، بالرغم من عدم أكتمال الترجمة والتعليق.

### العودة إلى السلطة
وفي عام 1928، استعاد حزب فينيزيلوس قوته، واستطاع إجبار الحكومة على إجراء انتخابات جديدة في 19 أغسطس 1928. فاز حزب فينيزيلوس بـ 228 مقعد من أصل 250 مقعد في البرلمان. وخلال هذه الفترة، حاول فينيزيلوس إنهاء عزلة اليونان دبلوماسيًا، لكي تستعيد علاقاتها الطبيعية مع دول الجوار. نجحت جهوده مع مملكة يوغوسلافيا حديثة التأسيس ومع إيطاليا. ومع ذلك، رغم الجهود التي بذلتها بريطانيا على يد آرثر هندرسون عامي 1930 و 1931، إلا أن المصالحة الكاملة مع بلغاريا لم تتم خلال رئاسته للوزراء. أما ألبانيا، فكان فينيزيلوس حذرًا في أي إجراء بخصوص العلاقات الثنائية بين البلدين، رغم جودة تلك العلاقات، نظرًا لوجود أقلية يونانية في جنوب ألبانيا.
أما أعظم إنجازات فينيزيلوس في مجال السياسة الخارجية خلال تلك الفترة، فكان المصالحة مع تركيا، حيث وقع الجانبان معاهدة صداقة في 25 أكتوبر 1930. بل ورشح فينيزيلوس اسم أتاتورك لجائزة نوبل للسلام عام 1934، مما سلط الضوء على الاحترام المتبادل بين الزعيمين. وصف المستشار الألماني هيرمان مولر التقارب اليوناني التركي، بأنه «أعظم إنجاز حدث في أوروبا منذ نهاية الحرب العظمى». ومع ذلك، انتُقدت مبادرة فينيزيلوس محليًا، ليس فقط من جانب المعارضة، ولكن أيضًا من جانب أعضاء حزبه الذين يمثلون جزءً من اللاجئين اليونانيين الذين استبدلوا مع تركيا. وإتُهم فينيزيلوس بتقديم الكثير من التنازلات بشأن قضايا التسليح البحري وحقوق اليونانيين الذين طردوا من تركيا وفقا لمعاهدة لوزان.
في عام 1929، قامت حكومة فينيزيلوس، في محاولة لتجنب ردود أفعال الطبقات الفقيرة التي ساءت أوضاعها بسبب موجة الهجرة، بسنّ مشروع قانون يقيد الحريات المدنية. وبدأ القمع ضد العمل النقابي لليساريين والشيوعيين. ازداد موقفه الداخلي ضعفًا مع الكساد العظيم في بداية الثلاثينيات، نتج عن ذلك، هزيمته في انتخابات عام 1932، وأصبح المناخ السياسي أكثر توترًا. وفي عام 1933، تعرض فينيزيلوس لمحاولة اغتيال ثانية. تعرضت الحكومة الجديدة لمحاولتين انقلابيتين من قبل مؤيدي فينيزيلوس عامي 1933 و 1935. كان فشل المحاولة الأخيرة، سببًا في انتهاء الجمهورية اليونانية الثانية. وبعد فشل الانقلاب، غادر فينيزيلوس اليونان مرة أخرى، وأجريت المحاكمات ونفذت أحكام إعدام في صفوف الفينينزيلوسيين البارزين، بل وحكم على فينيزيلوس نفسه بالموت غيابيًا. استغل الملكيين فشل انقلاب 1935، وألغوا الجمهورية في نوفمبر 1935، أعادوا الملك جورج الثاني إلى العرش بعد استفتاء مزور.

## المنفى والوفاة
اختار فينيزيلوس باريس منفىً له. وفي 13 مارس 1936، أصيب بنزيف في المخ، ثم توفي بعد ذلك بخمسة أيام في شقته بباريس. رافق حشد كبير من المجتمع اليوناني في باريس جثمانه إلى محطة السكة الحديد، قبل رحيل الجسد إلى اليونان. نقل جثمانه على متن سفينة حربية يونانية إلى مسقط رأسه خانيا في كريت دون المرور على أثينا لتجنب حدوث اضطرابات، ودفن في حضور شعبي واسع النطاق في أكروتيري بكريت.

## حياته الخاصة
في ديسمبر 1891، تزوج فينيزيلوس من ماريا كاتيلوزوس، وتتمتعا بأوقات سعيدة في زواجهما، أنجبا خلالها ولديهما كيرياكوس في عام 1892 وسوفوكليس في عام 1894. إلا أن زواجهما لم يستمر طويلاً، فقد توفيت ماريا بحمى النفاس في نوفمبر 1894، بعد ولادة طفلهما الثاني. كان لوفاتها تأثيرًا عميقًا على فينيزيلوس، الذي أطلق لحيته وشاربه حدادًا عليها حتى وفاته. بعد هزيمته في انتخابات 1920، غادر إلى باريس منفاه الاختياري. وفي سبتمبر 1921، وبعد 27 سنة من وفاة زوجته الأولى ماريا. تزوج فينيزيلوس من امرأة ثرية تدعى هيلانة سكيليتزي، واستقر في باريس، وعاش هناك حتى عام 1927، عندما عاد إلى خانيا.

## روابط خارجية
- إلفثيريوس فينيزيلوس على موقع IMDb (الإنجليزية)
- إلفثيريوس فينيزيلوس على موقع الموسوعة البريطانية (الإنجليزية)
- إلفثيريوس فينيزيلوس على موقع ديسكوغز (الإنجليزية)